# マリアン・ウルダバエワ
マリアン・ウルダバエワ（Marian Urdabayeva 1988年4月3日- ）は、カザフスタンの柔道選手。階級は63kg級と70kg級。身長170cm。
Мариан Урдабаева

## 人物
2006年のアジアジュニア63kg級で3位になると、2007年のアジア選手権でも3位に入った。その後階級を70kg級に上げると、アジアジュニアで再び3位となった。2008年北京オリンピックには出場できなかった。2010年のアジア大会では5位にとどまった。2012年に地元で開催されたワールドマスターズでは5位となったが、オリンピック出場資格が得られる世界ランキング14位以内に入っていなかったためにロンドンオリンピックには出場できなかった。2013年には63kg級に階級を下げると、地元のグランプリ・アルマトイを始め、グランプリ・タシュケント、グランプリ・ウランバートルと立て続けに3位に入った。2014年のアジア大会でも3位になった。2015年のアジア選手権でも3位だった。世界選手権では3回戦で日本の田代未来に腕挫手固で敗れた。2016年のアジア選手権では決勝まで進むと、日本の津金恵とポイントの取り合いの末に小外刈で一本勝ちして優勝を飾った。団体戦でも準決勝で津金と対戦すると、隅落の有効で破ってカザフスタンチームとして唯一の勝利を上げて3位となった。リオデジャネイロオリンピックには大陸割り当てで出場権を得たが、初戦で敗れた。
なお、美人選手としても知られており、Moi Lyubimiy Sputnikというバンドの曲である｢Утро｣のミュージック・ビデオに柔道家役で出演を果たしている。

## 主な戦績
63kg級での戦績
- 2006年 - アジアジュニア　3位
- 2007年 - アジア選手権　3位

70kg級での戦績
- 2007年 - アジアジュニア　3位
- 2008年 - 韓国国際　3位
- 2009年 - アジア選手権　5位
- 2010年 - アジア競技大会　5位
- 2011年 - アジア選手権　5位
- 2011年 - ワールドカップ・タシュケント　3位
- 2012年 - ワールドマスターズ　5位

63kg級での戦績
- 2013年 - アジア選手権　5位
- 2013年 - グランプリ・アルマトイ　3位
- 2013年 - グランプリ・タシュケント　3位
- 2013年 - グランプリ・ウランバートル　3位
- 2014年 - アジア競技大会　3位
- 2015年 - アジア選手権　3位
- 2016年 - アジア選手権　個人戦　優勝　団体戦　3位
- 2017年 -　グランプリ・アンタルヤ　2位

(出典、JudoInside.com)